# Bagnaia (Elba)
Bagnaia è una località balneare dell'isola d'Elba, situata al confine tra i territori comunali di Portoferraio e Rio.

## Geografia fisica
La frazione di Bagnaia è situata a est del centro abitato di Portoferraio, lungo la strada che conduce a Rio nell'Elba, all'estremità orientale del golfo di Portoferraio. Il borgo affaccia sull'omonima baia, protetta dai due promotori di punta Pina a sud e punta degli Scarpellini a nord, e qui sfocia il fosso di Bagnaia, che taglia in due l'abitato dopo un breve tragitto scendendo dal monte Volterraio, sul quale domina l'omonima fortezza.
La spiaggia sulla baia di Bagnaia, di circa 300 metri e caratterizzata da sabbia e ciottoli con un fondo di ghiaia fine, è molto frequentata d'estate per il turismo balenare.

## Storia
Il toponimo Bagnaia, attestato in atti notarili del XIV secolo, secondo l'ipotesi del linguista Remigio Sabbadini (1899) deriva dal latino balnearia, plurale di balnearium, termine che potrebbe ricordare la presenza di una domus maritima d'età romana provvista di impianti termali.
Nel 1575 la località di Bagnaia venne individuata come il limite orientale del distretto comunitativo di Portoferraio, a seguito di un concordato tra il granduca Francesco I de' Medici e Jacopo VI Appiano di Piombino.
Tra il 1742 e il 1746 il granduca Francesco II di Lorena vi fece realizzare le saline e nel 1752 vi costruì il porto per lo stazionamento della flotta granducale.
Nel 1946 l'imprenditore Giuseppe Cacciò fondò a Bagnaia il Cantiere Elba, in cui furono realizzate alcune navi in legno come Elba Ia e Bagnaia.
La frazione fu interessata tra il 1974 e il 1994 da un importante intervento urbanistico a opera degli architetti Roberto Gabetti e Aimaro Isola.

## Monumenti e luoghi d'interesse
- Chiesa di Santa Rita da Cascia
- Villa Sant'Anna: complesso residenziale d'architettura contemporanea completato nel 1991 dagli architetti Roberto Gabetti e Aimaro Isola, in collaborazione con Guido Drocco ed Enrico Moncalvo.[8][9][10][11]